# Andrea Geier
Andrea Geier (* 1972) ist eine deutsche Literaturwissenschaftlerin und Professorin an der Universität Trier.

## Leben
Andrea Geier studierte an der Eberhard Karls Universität Tübingen Neuere deutsche Literatur, Allgemeine Rhetorik, Philosophie und Empirische Kulturwissenschaft. 2003 wurde sie an der Universität Tübingen promoviert. 2004 war sie Postdoktorandin des Graduiertenkollegs „Identität und Differenz. Geschlechterkonstruktion und Interkulturalität (18.-21. Jahrhundert)“ der Universität Trier, und von 2004 bis 2009 arbeitete sie als Wissenschaftliche Assistentin am Institut für Neuere deutsche Literatur und Medien der Philipps-Universität Marburg.
Seit 2009 ist Andrea Geier Professorin für Neuere deutsche Literaturwissenschaft und Genderforschung an der Universität Trier. Seit 2010 ist sie im Vorstand des Centrums für Postcolonial und Gender Studies.
Seit Juli 2005 fungiert Geier als 2. Vorsitzende des Marburger Literaturforums e.V. 
Andrea Geier schreibt regelmäßig für Zeitungen und Zeitschriften wie das Onlinemagazin Geschichte der Gegenwart oder das Magazin Republik und ist mit Interviews im Öffentlich-rechtlichen Rundfunk zu hören.

## Veröffentlichungen (Auswahl)
- Ethnizität und Geschlecht. (Post-)Koloniale Verhandlungen in Geschichte, Kunst und Medien. hrsg. vom Graduiertenkolleg Identität und Differenz. Köln, Weimar, Wien 2005.
- Gewalt und Geschlecht. Diskurse in deutschsprachiger Prosa der 1980er und 1990er Jahre. Tübingen 2005.
- Literatur im Medienwechsel. In: Mitteilungen des Deutschen Germanistenverbandes. 55. Jg., Heft 3, 2008, hrsg. zus. mit Dietmar Till.

## Gastprofessuren
- 1/2011–5/2011: Max Kade-Gastprofessur an der University of Illinois at Urbana-Champaign (spring term).
- 2011 bis 2015 sowie 2017: mehrere Gastdozenturen am Institut für Germanistik der Universität Debrecen (Ungarn).
- 3/2016–6/2016: Max Kade-Gastprofessur an der University of Washington, Seattle (USA) (spring term).
- 2019: Max Kade-Gastprofessur an der Georgetown University, Washington D.C. (USA) (spring term).